# إيد كاورو
إيد كاورو (باليابانية: 井手薫؛ بالكانا: いで かおる) هو مهندس معماري ياباني، ولد في 6 فبراير 1879 في غيفو في اليابان، وتوفي في 11 مايو 1944.